# Coelioxys pergandei
Coelioxys pergandei är en biart som beskrevs av August Schletterer 1890. Coelioxys pergandei ingår i släktet kägelbin, och familjen buksamlarbin. Inga underarter finns listade i Catalogue of Life.